# Bandit (Yomiuriland)

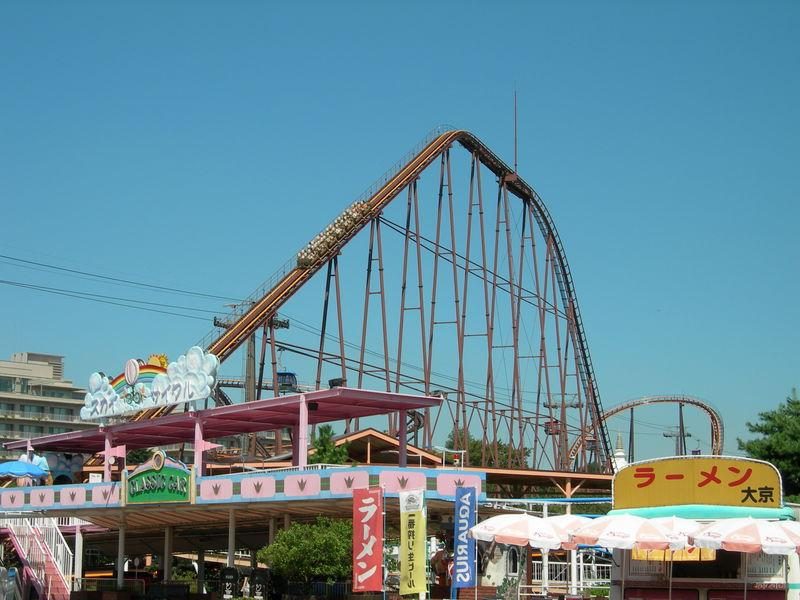

Bandit (jap. バンデット, Bandetto) im Yomiuriland im japanischen Kawasaki ist eine Stahlachterbahn vom Modell Super Roller Coaster des Herstellers Togo, die am 25. März 1988 eröffnet wurde. Zum Zeitpunkt ihrer Eröffnung galt sie als die höchste und schnellste Achterbahn weltweit, bis sie den Titel im Jahr 1989 an Magnum XL-200 in Cedar Point abgeben musste.
Die 1560 m lange, an das Gelände angepasste Strecke erreicht eine Höhe von 51 m, besitzt allerdings zwischen dem tiefsten und höchsten Punkt der Strecke einen Höhenunterschied von 78 m. Die Züge erreichen auf der Strecke eine Höchstgeschwindigkeit von 110 km/h.

## Züge
Bandit besitzt drei Züge mit jeweils sieben Wagen. In jedem Wagen können vier Personen (zwei Reihen à zwei Personen) Platz nehmen. Als Rückhaltesystem kommen Schulterbügel und Sitzteiler zum Einsatz.